# Weißstieliger Leder-Täubling
Der Weißstielige Leder-Täubling (Russula romellii) ist ein Pilz aus der Familie der Täublingsverwandten. Andere Namen sind für diesen Pilz sind: Rotweißer Täubling, Lila Leder-Täubling oder Romell's Leder-Täubling.
Dieser große und festfleischige Täubling zählt zu den variabelsten Täublingen. Der Hut kann weinrot, braunrot, grünlich oder gelblich gefärbt sein. Typisch ist sein dicker, weißer Stiel, die bei Reife ocker- bis dottergelben Lamellen und der milde nussige Geschmack. Man findet den nicht allzu häufigen Täubling meist in Buchen- oder Buchen-Mischwäldern.

## Merkmale

### Makroskopische Merkmale
Der Hut ist 6–15 cm breit und recht fleischig. Er verflacht schnell und ist später deutlich niedergedrückt.
Der Rand ist lange eingebogen und glatt, erst im Alter ist er auch höckerig gerieft. Die Hutfarbe ist sehr variabel, häufig ist der Hut recht bunt oder marmoriert, bisweilen aber auch einfarbig. Meist überwiegen weinrote bis violette Töne, der Hut kann aber auch fleischrosa, braunrot, oliv, ocker, rostig gefleckt oder auch mehr oder ganz grünlich, ledergelb oder cremefarben sein. Oft ist er auch violett bis weinrot mit gelblicher, cremefarbener Mitte. Einheitlich grünlich oder olivgrün ist er dagegen nur selten. Die mehr oder weniger schmierig glänzende Huthaut lässt sich leicht bis zu einem Drittel oder mehr abziehen.
Die entfernt stehenden, stumpfen und häufig dicken Lamellen sind spröde und splittern leicht. Sie sind am Stielansatz frei und mehr oder weniger gegabelt, aber nur mit sehr wenigen kürzeren Lamelletten untermischt. Bisweilen sind sie auch queraderig verbunden. Die Lamellen sind zuerst cremefarben, dann satt ocker- bis dottergelb gefärbt. Die Schneiden sind nur selten rötlich überlaufen. Das Sporenpulver ist dunkel- bis dottergelb (IVcd nach Romagnesi).
Der keulenförmige, weiße, 5–10 cm lange und 1,5–3 (–4) cm breite Stiel ist so gut wie nie rötlich oder rosa überlaufen. Er ist recht dick, teils bauchig aufgeblasen, zunächst hart, doch schon bald schwammig und schließlich hohl.
Das milde, weiße, nicht verfärbende Fleisch ist unter der Huthaut zart zitronengelb. Es ist recht fest, fast hart und später bröckelig und ohne auffälligen, höchstens leicht fruchtigen Geruch. Der Geschmack ist mild und leicht nussig. Mit Guajak reagiert das Fleisch nur langsam und schwach und mit Eisensulfat rötlich bis orange. Die Phenolreaktion ist unauffällig.

### Mikroskopische Merkmale
Die elliptischen Sporen sind 7–9 (–10) µm lang und 6–7 µm breit. Sie sind mit stumpfen, aber auch fast dornigen oder stacheligen, 0,6–0,7 µm hohen Warzen besetzt, die vollständig oder teilweise netzig verbunden sind. Teilweise sind sie auch mit längeren, bis zu 1,25 µm langen, konischen und mehr oder weniger spitzen Stacheln oder mit dornigen bis verzweigten Graten besetzt, die über feine Linien miteinander netzig verbunden sind. Der Apiculus misst 1,5–2 × 1–1,5 µm. Der Hilarfleck ist 3–4 µm groß und mehr oder weniger abgerundet. Manchmal ist er nur wenig abgegrenzt, aber dafür deutlich amyloid.
Die Basidien sind 38–55 (–62) µm lang und 9,5–13 µm breit. Die Zystiden sind 70–90 (100) µm lang und 10–13 (–16) µm breit und wenig auffällig. Sie sind zylindrisch, stumpf oder zugespitzt, oft mehr oder weniger bauchig und teilweise auch appendikuliert. Mit Sulfovanillin reagieren sie nur schwach gräulich. Die Hyphenendzellen in der Huthaut sind 1–3,5 µm breit und zur Spitze hin verschmälert und teilweise verzweigt. Die nicht allzu zahlreichen Pileozystiden sind zylindrisch bis keulig, 6–8 µm breit und 0–2-septiert. Sie reagieren nur schwach mit Sulfovanillin und sind nicht säurefest. Die Pigmente liegen als violette bis olivfarbe Körnchen in Vakuolen vor.
Im Mediostratum kommen lose verstreut etwa 35 µm große Spherozysten vor. Die Stielrinde enthält einige, sehr schlanke Laticiferen und einige Dermatozystiden, die denen in der Epikutis gleichen. Im übrigen Gewebe finden sich keine Laticiferen.

## Artabgrenzung
Besonders rotbraun gefärbte Exemplare können leicht mit dem Braunen Leder-Täubling verwechselt werden, der vom Erscheinungsbild her sehr ähnlich aussieht, aber normalerweise in Nadelwäldern vorkommt. Ebenfalls sehr ähnlich ist der sehr seltene Blutrote Leder-Täubling (Russula rubroalba) und der ebenfalls seltene Hainbuchen-Täubling (Russula carpini).

## Ökologie
Der Weißstielige Leder-Täubling ist wie alle Täublinge ein Mykorrhizapilz, der mit verschiedenen Laubbäumen eine Symbiose eingehen kann. Sein wichtigster Mykorrhizapartner ist die Rotbuche. Er kann aber auch in seltenen Fällen mit anderen Laubbäumen, wie Hainbuchen und Eichen, eine Symbiose eingehen.
Man findet den Täubling vor allem in Buchen- und Buchen-Mischwäldern, aber auch, wenn auch weit seltener, in Hainbuchen-Eichenwäldern. Auch hier erscheint er meist unter eingestreuten Rotbuchen.
Der Täubling mag frische bis sickerfeuchte, sandig-lehmige und schwach saure bis alkalische Böden. Er kommt auf Sand, Braunerden und Silikat- oder Kalkgesteinsböden vor.
Die Fruchtkörper erscheinen zwischen Mai und Oktober mit einem Maximum im Juli. Der Täubling bevorzugt das Hügel- und Bergland.

## Verbreitung

Europäische Länder mit Fundnachweisen des Weißstieligen Leder-Täublings.
Legende:
Länder mit Fundmeldungen
Länder ohne Nachweise
keine Daten
außereuropäische Länder

Der Weißstielige Leder-Täubling ist eine Art, die in der meridionalen bis temperaten Klimazone beheimatet ist. Der Täubling kommt in Nordafrika (Marokko, Algerien), Nordamerika (USA) und Europa vor.
In Deutschland ist der Täubling nur lückig verbreitet. Auf Kalkböden ist er etwas häufiger, auf sauren Böden seltener oder fehlend. Auf der Roten Liste für Großpilze in Deutschland wird er in der Gefährdungskategorie RL 3 aufgeführt.

## Systematik

### Unterarten und Varietäten
Russula romellii f. alba A. Marchand ex Bon (1986)
- Ähnelt stark dem Typus, ist aber meist ein bisschen größer und robuster und hat eine blasse, schmutzig weiße Hutfarbe, besonders bei trockenem Wetter. Bei Nässe ist der Hut mehr beige, beige-braun oder cremefarben-beige gefärbt.

## Bedeutung
Der Weißstielige Leder-Täubling ist essbar und gilt als guter Speisepilz.